# Stanley Cup 1987
La finale della Stanley Cup 1987 è stata una serie al meglio delle sette gare che ha determinato il campione della National Hockey League per la stagione 1986-87. Al termine dei playoff i Philadelphia Flyers, campioni della Prince of Wales Conference, si sfidarono contro gli Edmonton Oilers, campioni nella Clarence S. Campbell Conference. Gli Oilers nella serie finale di Stanley Cup usufruirono del fattore campo in virtù del maggior numero di punti ottenuti nella stagione regolare, 106 punti contro i 100 dei Flyers. La serie iniziò il 17 maggio e finì il 31 maggio con la conquista della Stanley Cup da parte degli Oilers per 4 a 3.
Questa fu la riedizione della finale disputata nel 1985 quando gli Oilers si imposero per 4-1. Per il terzo anno consecutivo le due squadre giunsero al primo posto nelle rispettive Conference, ritrovandosi poi in finale di Stanley Cup. La formazione di Philadelphia stabilì un nuovo record della NHL per numero di gare disputate nei playoff, 26 su un massimo di 28. Gli Oilers grazie al successo nella serie finale conquistarono la terza Stanley Cup in quattro stagioni.
Al termine della serie il portiere canadese dei Flyers Ron Hextall fu premiato con il Conn Smythe Trophy, trofeo assegnato al miglior giocatore dei playoff. Era la prima volta dal successo di Reggie Leach nel 1976 che il premio veniva consegnato a un giocatore della squadra sconfitta. Tale avvenimento non si sarebbe più ripetuto fino al 2003, quando il premio fu vinto da Jean-Sébastien Giguère.

## Contendenti

### Philadelphia Flyers
I Philadelphia Flyers conclusero la stagione regolare al primo posto nella Patrick Division con 100 punti. Al primo turno superarono per 4-2 i New York Rangers, mentre in finale di Division sconfissero i New York Islanders per 4-3. Nella finale della Conference affrontarono i vincitori della Adams Division nonché campioni in carica dei Montreal Canadiens e li superarono per 4-2.

### Edmonton Oilers
Gli Edmonton Oilers conclusero la stagione regolare in prima posizione nella Smythe Division con 106 punti, conquistando inoltre il Presidents' Trophy. Al primo turno sconfissero i Los Angeles Kings per 4-1, mentre in finale di Division superarono per 4-0 i Winnipeg Jets. In finale di Conference sconfissero per 4-1 i campioni della Norris Division, i Detroit Red Wings.

## Serie

### Gara 1
| Edmonton 17 maggio 1987                                                                                           | Philadelphia Flyers | 2 – 4 (0-1; 1-0; 1-3) referto                         | Edmonton Oilers | Northlands Coliseum (17.502 spett.) |
| \| \| \| \| \| Propp 36:08 Tocchet 50:18 \| Marcatori \| 15:06 Gretzky 40:48 Anderson 47:09 Coffey 49:11 Kurri \| |                     |                                                       |                 |                                     |
| |                     |                                                       |                 |                                     |
| Propp 36:08 Tocchet 50:18                                                                                         | Marcatori           | 15:06 Gretzky 40:48 Anderson 47:09 Coffey 49:11 Kurri |                 |                                     |

### Gara 2
| Edmonton 20 maggio 1987                                                                            | Philadelphia Flyers | 2 – 3 (d.t.s.) (0-0; 2-1; 0-1) referto   | Edmonton Oilers | Northlands Coliseum (17.502 spett.) |
| \| \| \| \| \| Smith 33:20 Propp 36:23 \| Marcatori \| 20:45 Gretzky 51:40 Anderson 66:50 Kurri \| |                     |                                          |                 |                                     |
| |                     |                                          |                 |                                     |
| Smith 33:20 Propp 36:23                                                                            | Marcatori           | 20:45 Gretzky 51:40 Anderson 66:50 Kurri |                 |                                     |

### Gara 3
| Filadelfia 22 maggio 1987 | Edmonton Oilers | 3 – 5 (2-0; 1-2; 0-3) referto                                       | Philadelphia Flyers | The Spectrum (17.222 spett.) |
| \| \| \| \| \| Messier 04:14 Coffey 19:51 Anderson 21:49 \| Marcatori \| 29:04 Craven 35:50 Zezel 44:37 Mellanby 44:54 McCrimmon 59:26 Propp \| |                 |                                                                     |                     |                              |
| |                 |                                                                     |                     |                              |
| Messier 04:14 Coffey 19:51 Anderson 21:49 | Marcatori       | 29:04 Craven 35:50 Zezel 44:37 Mellanby 44:54 McCrimmon 59:26 Propp |                     |                              |

### Gara 4
| Filadelfia 24 maggio 1987                                                                               | Edmonton Oilers | 4 – 1 (2-0; 1-1; 1-0) referto | Philadelphia Flyers | The Spectrum (17.222 spett.) |
| \| \| \| \| \| Kurri 05:53 Lowe 18:44 Gregg 32:31 Krushelnyski 44:17 \| Marcatori \| 28:17 McCrimmon \| |                 |                               |                     |                              |
| |                 |                               |                     |                              |
| Kurri 05:53 Lowe 18:44 Gregg 32:31 Krushelnyski 44:17                                                   | Marcatori       | 28:17 McCrimmon               |                     |                              |

### Gara 5
| Edmonton 26 maggio 1987                                                                                              | Philadelphia Flyers | 4 – 3 (1-2; 2-1; 1-0) referto     | Edmonton Oilers | Northlands Coliseum (17.502 spett.) |
| \| \| \| \| \| Tocchet 19:10, 45:26 Crossman 28:08 Eklund 32:40 \| Marcatori \| 02:58 Kurri 06:39, 21:32 McSorley \| |                     |                                   |                 |                                     |
| |                     |                                   |                 |                                     |
| Tocchet 19:10, 45:26 Crossman 28:08 Eklund 32:40                                                                     | Marcatori           | 02:58 Kurri 06:39, 21:32 McSorley |                 |                                     |

### Gara 6
| Filadelfia 28 maggio 1987                                                                               | Edmonton Oilers | 2 – 3 (2-0; 0-1; 0-2) referto             | Philadelphia Flyers | The Spectrum (17.222 spett.) |
| \| \| \| \| \| Lowe 05:02 McClelland 15:16 \| Marcatori \| 27:12 Carson 53:04 Propp 54:28 Daigneault \| |                 |                                           |                     |                              |
| |                 |                                           |                     |                              |
| Lowe 05:02 McClelland 15:16                                                                             | Marcatori       | 27:12 Carson 53:04 Propp 54:28 Daigneault |                     |                              |

### Gara 7
| Edmonton 31 maggio 1987                                                                 | Philadelphia Flyers | 1 – 3 (1-1; 0-1; 0-1) referto            | Edmonton Oilers | Northlands Coliseum (17.502 spett.) |
| \| \| \| \| \| Craven 01:41 \| Marcatori \| 07:45 Messier 34:59 Kurri 57:36 Anderson \| |                     |                                          |                 |                                     |
|                                                                                         |                     |                                          |                 |                                     |
| Craven 01:41                                                                            | Marcatori           | 07:45 Messier 34:59 Kurri 57:36 Anderson |                 |                                     |

## Roster dei vincitori
| Vincitori della Stanley Cup 1987 Edmonton Oilers | Portieri: Grant Fuhr, Andy Moog Difensori: Kevin Lowe (A), Steve Smith, Jeff Beukeboom, Paul Coffey, Randy Gregg, Charlie Huddy, Craig Muni, Reijo Ruotsalainen Attaccanti: Glenn Anderson, Esa Tikkanen, Mark Messier (A), Dave Hunter, Craig MacTavish, Kent Nilsson, Kelly Buchberger, Jari Kurri, Moe Lemay, Jaroslav Pouzar, Kevin McClelland, Mike Krushelnyski, Marty McSorley, Wayne Gretzky (C) Staff Tecnico: Glen Sather (Allenatore), John Muckler (Ass. allenatore), Ted Green (Ass. allenatore) |